# Дальнегорский химический комбинат

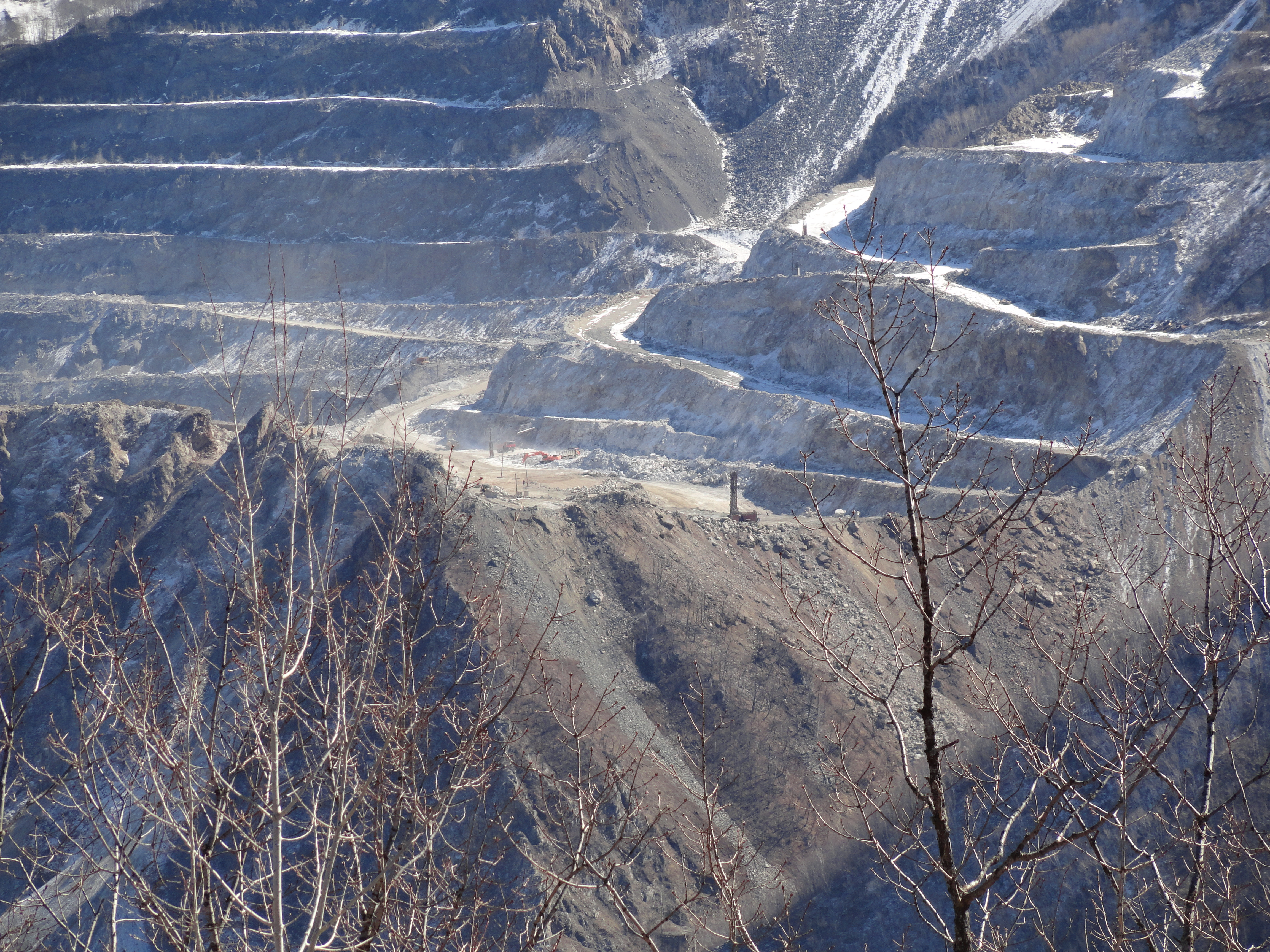
Добыча руды в карьере.

Дальнего́рский хими́ческий комбина́т (ранее Дальнегорский горно-обогатительный комбинат) — советская и российская горнодобывающая компания в Дальнегорске.
Дальнегорский химкомбинат, ранее ГОК, специализируется на добыче и переработке борсодержащих руд, единственный в России производитель борной кислоты.

## История
В 1931 году в пробах Тетюхинского (впоследствии получило название «Дальнегорское») месторождения был найден борсодержащий минерал датолит, в 1936—1937 годах экспедиция Дальневосточного филиала АН СССР под руководством Г. П. Воларовича подтвердила анализы. В 1946 году Государственный НИИ горно-химического сырья организовал экспедицию под руководством В. В. Мельницкого, по итогам работы которой было получено первое описание месторождения.
1 октября 1958 года Тетюхинский датолитовый рудник был переименован в Приморский горно-химический комбинат. Но официальной датой рождения предприятия считается 25 сентября 1959 года, когда был получен первый датолитовый концентрат из борсодержащих руд Дальнегорского месторождения, в котором сосредоточено около 3 % мировых запасов бора.
Предприятие неоднократно переименовывалось и меняло формы собственности, в разные периоды называясь ППО «Бор», ОАО «Бор», ОАО «Энергомаш-Бор», ЗАО «ГХК Бор» (признано банкротом в 2015 году), ООО «Дальнегорский химический комбинат Бор» (ООО ДХК «Бор») (с 2016 года). Несколько раз вводилось внешнее управление.
В 2019 году ООО ДХК «Бор» в результате убытков было признано банкротом и попало под конкурсное управление. В последующие годы компания продолжает приносить убытки: за 2021 год убыток составил 215 тыс. рублей, за 2022 год убыток был 535 млн рублей. В конце 2022 года конкурсные управляющие подали в арбитражный суд Приморского края иск о взыскании долга должника с бывших владельцев компании.
Следствие напирало на то, что приватизация ДХК «Бор» была произведена незаконно. Иск был подан в отношении компаний владельцев ООО "Дальнегорский ГОК", ООО "Радамант" и ООО "Фининвест" и бывших управляющих химическим комбинатом. Разберёмся в структуре владельцев. Управлением ДХК занималась ООО "Дальнегорский ГОК", у которой в  свою очередь единственным владельцем была ООО "Радамант", которое через ООО «Фининвест» принадлежало кипрской структуре Бориса Минца. В дальнейшем в ходе следствия генпрокуратура установила, что компания «Фининвест» путём заключения договоров купли-продажи незаконно получила полный контроль над ДХК «Бор». При этом «Фининвест» на 99,9% принадлежал кипрской частной компании «Рэкспол Трейдинг Лимитед». А последняя на 99,9% управлялась фирмой «Блюрок Партисипэйшн Инк», зарегистрированной на Британских Виргинских Островах.

По итогам решений судов, принятых в 2023-м и 2024 году с бывших владельцев будет взыскано 2 441,5 млн рублей, а сам "ДХК Бор" и ООО "Радамант" перешли в собственность государства. Ответчиками по делу выступали Борис Минц (бывший совладелец группы "Открытие" - ИФ), Дмитрий Минц (сын Бориса Минца - ИФ), Дмитрий Рачков (бывший гендиректор Дальнегорского ГОКа - ИФ) и Илья Гордюшев (бывший управляющий директор O1 Group - ИФ).
Генпрокуратура сумела доказать, что «Дальнегорский ГОК» используется олигархом и иными контролирующими лицами для реализации незаконной схемы добычи, обогащения, химической переработки борсодержащего сырья и последующей реализации борсодержащей продукции на экспорт, причиняющей вред Российской Федерации, размер которого по состоянию на 26.10.2023 превысил 2,4 млрд руб.
С 22 ноября 2023-го года Дальнегорский ГОК через общество «Радамант» принадлежит государству.

## Деятельность
Предприятие ведёт разработку крупнейшего в России и Юго-Восточной Азии Дальнегорского борнорудного месторождения, производит борную кислоту, борный ангидрид, борат кальция и датолитовый концентрат. Работает на базе единственного в России месторождения боросиликатных руд. Промышленные запасы составляют более 160 млн т руды. На предприятии существует полный технологический цикл производства, включающий добычу, обогащение и химическую переработку борсодержащего и карбонатного сырья. До 1993 года компания находилась в списке закрытых предприятий, имеющих стратегическое значение.
Предприятие занимает третье место в мире по производству боросодержащей продукции и является единственным в России производителем продукции из собственного минерального сырья.
В состав предприятия входят: рудник открытых горных работ, обогатительная фабрика, цех борной кислоты, цех серной кислоты, цех боропродуктов, литейное производство, цеха с ремонтным и станочным парком, складское хозяйство, порт-пункт (Рудная Пристань) с причальной стенкой для швартовки сухогрузов типа «река—море», оснащённый механизмами для обработки судов. Около 90 % производимой продукции отгружается на экспорт (основные потребители — Китай, Япония и Южная Корея).
По итогам 2019 года комбинат произвёл 80,4 тыс. т борной кислоты (на 8,6 % меньше уровня 2018 года). В 2019 году предприятие было признано банкротом.